# Toyen (hudební skupina)
Toyen se dali dohromady v únoru roku 1989. Bubeník Jiří Šimeček a baskytarista Petr Václavek, kteří byli oba ex-členy pražské novovlnné kapely Letadlo (později změnila název na Jižní Pól), nejprve založili s Petrem Hrubešem (zpěv, kytara) skupinu Eden, ve které se ovšem hudebně necítili spokojeni. Sháněli vhodné spoluhráče, připojili se k nim Petr Chromovský (zpěv), Ivo Heger (kytara, rovněž bývalý člen Letadla), Jiří Křivka (kytara) a David Ondříček (klávesy). Skupina se pojmenovala Toyen (dle pseudonymu surrealistické malířky Marie Čermínové).
O skupinu začal být poměrně rychle zájem v tehdejších médiích a u klubových posluchačů. Toyen změnili složení na klasickou „čtyřku“, sestava se ustálila: Chromovský, Heger, Václavek, Šimeček. Nový hudební klub Rock Café na Národní třídě se stal „domácí“ základnou skupiny a nastartoval její kariéru díky koncertu v roce 1990, který viděl budoucí promotér a sponzor skupiny, Scott Murphy, novinář a pracovník marketingu TV ABC z New Yorku.
Skupina měla v té době již první hit „Po stopách zmizelých železnic“ a připravovala se první cesta do USA, která vyvrcholila v New Yorku koncertem v legendárním klubu CBGB. Toyen upoutali pozornost při prvním vystoupení na Broadwayi, které připravila TV ABC, jako party, v klubu Shooting Gallery. Toyen se dařilo, po vydání alba Last Free Swans! byli na hudebním festivalu v rakouském Bregenzu objeveni moderátorem Paulem Kingem a štábem MTV 120 minutes. Ten zařadil klip „Last Free Swans!“ do svého pořadu a začal se zajímat o hudební dění v Praze. V létě 1992 byl bubeník Jiří Šimeček pozván do New Yorku na New Music Seminar, kde připravoval kontakty a nový výjezd Toyen do Spojených států, který se uskutečnil v létě 1993. Toho se účastnil i autor klipu „Last free swans!“ David Ondříček, který o skupině natáčel filmový dokument. Ještě v roce 1992 odjela skupina do Velké Británie, kde se účastnila Open Air festivalu v Cardiffu.
Nové CD, tentokrát v češtině, Malíř smutnej bylo realizováno v roce 1993 již bez kytaristy Ivo Hegera (ten se věnoval svému projektu The Way). Do kapely se vrátil Jiří Křivka. Tato výměna se ukázala pro skupinu jako nešťastná, ačkoli Toyen byli na pomyslném vrcholu, odjeli znovu do USA, měli i nominace na cenu CZ Gramy (nyní Anděl). Skupina ve staronové sestavě ale nereagovala na nové trendy, především klubové taneční hudby. Paradoxně ale právě Jiří Křivka vytvořil na tehdejší dobu dva velmi zdařilé taneční mixy „Železnice- N.Y.C.Summer mix“ a „Bestie-Groovie mix“. Toyen si zahráli jako předkapela Depeche Mode na Devotion Tour 1993. Kapele byli sice stále nakloněni posluchači i kritika, přesto zůstávala především klubovou kapelou.
Po určité odmlce vydala skupina zatím poslední CD, s novým kytaristou Petrem Váňou. CD obsahuje rovněž profil a historii skupiny. Symbolicky byl produkčním této desky Ivo Heger, který si na ní i zahrál.
V průběhu roku 2009 se kapela, v původním složení Chromovský, Heger, Václavek, Šimeček, dala spontánně dohromady, začala zkoušet a připravovat nový materiál „Po stopách zmizelých železnic“ po 20 letech.

## Diskografie
- Following the disappeared railroads (1991)
- Last Free Swans! (1992)
- Malíř smutnej (1993)
- Ia Orana (1997)